# Los Tepetates, Hidalgo
Los Tepetates är en ort i Mexiko.   Den ligger i kommunen Atotonilco el Grande och delstaten Hidalgo, i den sydöstra delen av landet, 110 km norr om huvudstaden Mexico City. Los Tepetates ligger 1 756 meter över havet och antalet invånare är 348.
Terrängen runt Los Tepetates är huvudsakligen kuperad. Los Tepetates ligger nere i en dal. Runt Los Tepetates är det ganska glesbefolkat, med 27 invånare per kvadratkilometer. Närmaste större samhälle är Mineral del Monte, 19,5 km söder om Los Tepetates. I omgivningarna runt Los Tepetates växer huvudsakligen savannskog.